# Mikołaj Odrowąż z Rembieszyc
Mikołaj Odrowąż z Rembieszyc herbu Odrowąż (zm. 7 marca 1496) – opat jędrzejowski.
Dziedzic Rembieszyc. Po raz pierwszy występuje opat Mikołaj Odrowąż 2 czerwca 1448 w sporze ze Stanislawem z Krzcięcic i Mikołajem Kulą z Wojciechowic o sołectwo w Słaboszowicach. 
Według Szymona Starowolskiego Odrowąż był opatem jędrzejowskim przez pięćdziesiąt lat do swojej śmierci w 1496.
W 1475 wzniósł nowy kościół parafialny w Jędrzejowie w miejscu wcześniejszej budowli. Do dzisiaj zachował się fragment tablicy fundacyjnej, na której widnieje herb Odrowąż, wmurowanej w południową ścianę kościoła św. Trójcy w Jędrzejowie.